# Čingiz Magomadov
Čingiz Turpal-Ėlievič Magomadov (in russo Чингиз Турпал-Элиевич Магомадов?; Kurčaloj, 1º agosto 1998) è un calciatore russo, difensore del Veles Mosca.

## Carriera
Ha esordito in Prem'er-Liga il 22 luglio 2020 disputando con l'Ural l'incontro perso 0-1 contro la Lokomotiv Mosca.

## Statistiche

### Presenze e reti nei club
Statistiche aggiornate all'11 luglio 2022.
| Stagione        | Squadra         | Campionato      | Campionato | Campionato | Coppe nazionali | Coppe nazionali | Coppe nazionali | Coppe continentali | Coppe continentali | Coppe continentali | Altre coppe | Altre coppe | Altre coppe | Totale | Totale |
| Stagione        | Squadra         | Comp            | Pres       | Reti       | Comp            | Pres            | Reti            | Comp               | Pres               | Reti               | Comp        | Pres        | Reti        | Pres   | Reti   |
| --------------- | --------------- | --------------- | ---------- | ---------- | --------------- | --------------- | --------------- | ------------------ | ------------------ | ------------------ | ----------- | ----------- | ----------- | ------ | ------ |
| 2015-2016       | Terek Groznyj   | PL              | 0          | 0          | CR              | 0               | 0               |                    | -                  | -                  |             | -           | -           | 0      | 0      |
| 2016-2017       | Terek Groznyj   | PL              | 0          | 0          | CR              | 0               | 0               |                    | -                  | -                  |             | -           | -           | 0      | 0      |
| lug.-dic. 2017  | Spartak Nal'čik | 2D              | 16         | 1          | CR              | 4               | 0               |                    | -                  | -                  |             | -           | -           | 20     | 1      |
| gen.-giu. 2018  | Achmat Groznyj  | PL              | 0          | 0          | CR              | -               | -               |                    | -                  | -                  |             | -           | -           | 0      | 0      |
| 2018-gen. 2019  | Achmat Groznyj  | PL              | 0          | 0          | CR              | 0               | 0               |                    | -                  | -                  |             | -           | -           | 0      | 0      |
| gen.-giu. 2019  | Ural            | PL              | 0          | 0          | CR              | 0               | 0               |                    | -                  | -                  |             | -           | -           | 0      | 0      |
| 2019-2020       | Ural            | PL              | 1          | 0          | CR              | 2               | 0               |                    | -                  | -                  |             | -           | -           | 3      | 0      |
| 2020-2021       | Ural            | PL              | 2          | 0          | CR              | 1               | 0               |                    | -                  | -                  |             | -           | -           | 3      | 0      |
| 2021-gen. 2022  | KAMAZ           | 1D              | 19         | 0          | CR              | 3               | 0               |                    | -                  | -                  |             | -           | -           | 22     | 0      |
| gen.-giu. 2022  | Ural            | PL              | 7          | 0          | CR              | -               | -               |                    | -                  | -                  |             | -           | -           | 7      | 0      |
| Totale carriera | Totale carriera | Totale carriera | 45         | 1          |                 | 10              | 0               |                    | -                  | -                  |             | -           | -           | 55     | 1      |